# فالام (ميانمار)

فالام هي بلدة تقع في شمال غرب ميانمار بالقرب من الحدود الغربية لولاية ميزورام.